# Choke
Choke ([ɕoːk], /tjåk/) är engelska och betyder kväva. Benämningen används bland annat till ett manuellt eller automatiskt kallstartsreglage – ett startspjäll – som man justerar bränsle/luftblandningen med i äldre bilar med förgasarmotor. Att det heter choke är just för att man med ett spjäll i förgasaren kväver luftmängden i bränsle/luftblandningen och därmed ökar bränsleandelen vilket behövs vid kallstarter för att underlätta tändningen. Choken skall bara användas tills motorn blir driftsvarm. Kör man med den utdragen för länge kan motorn börja gå ojämnt och eventuellt stanna då tändstiften blir blöta. För mycket bränsle under en längre tid kan få motorlager att skära då smörjoljan tunnas ut.
Äldre bilar med förgasarmotor har vanligen ett chokereglage på instrumentbrädan eller intill växelspaken på golvet. Det skall dras ut vid kallstart och sedan stegvis skjutas in i takt med att motorn blir varm. Från 1960-talet och framåt fick en del bilar i stället en automatisk choke, som aktiveras genom att trampa gaspedalen i botten innan bilen startas. En bimetall-termostat på förgasaren, påverkad av kylvattnet, ser till att återställa choken när motorn får upp temperaturen. Om man manuellt vill avaktivera choken så trampar man till på gaspedalen en gång.
Själva funktionen hos choken består oftast i att ett spjäll begränsar mängden luft som kommer in i förgasaren och därmed ger en "fetare" blandning (mer bränsle och mindre luft). Förgasare med rörlig kolv, till exempel Zenith Stromberg och SU-förgasare, har i stället ett bränslemunstycke som rör sig i förhållande till förgasarens nål, och på det sättet reglerar blandningen.

## Moderna motsvarigheter
Bränsleinsprutningssystem har länge haft "kallstartsventiler" som ger extra bränsle när motorn är kall. Alla moderna bilmotorer med katalysator har också någon form av lambdasond, som känner av syrehalten i avgaserna. De kan därför själva reglera bränslemängden så att den anpassas till lufttemperatur, motorns temperatur, lufttryck och andra faktorer.

## Flygplansmotorer
Inom flyget används i stället för choke en anordning som stryper tillförseln av bränsle så att blandningen blir magrare. Denna används när planet har nått sin marschhöjd, där lufttrycket är lägre än på marknivån. Om man skulle använda den magrare blandningen på marken skulle motorn inte starta, och om man inte gör blandningen magrare uppe på flyghöjden blir bränsleförbrukningen onödigt hög. I moderna motorer med bränsleinsprutning regleras blandningen automatiskt med hjälp av en lambdasond. I äldre motorer görs det med ett reglerbart munstycke i förgasaren och piloten kan genom att övervaka avgastemperaturen avgöra när inställningen är rätt. Avgaserna blir nämligen varmare om motorn får en alltför mager blandning. Vid kallstart av en flygplansmotor med förgasare används istället en så kallad snapspump som antingen är direkt mekaniskt kopplat till en spak i cockpit eller aktiverar en elektrisk pump som sprutar in bränsle direkt i cylindrarna för motorstart.